# Le Chevalier à la rose rouge
Pour les articles homonymes, voir Le Chevalier à la rose (homonymie).
Pour plus de détails, voir Fiche technique et Distribution.
Le Chevalier à la rose rouge (titre original : Rose rosse per Angelica) est un film franco-hispano-italien réalisé par Steno, sorti en 1966, d'après Le Chevalier de Maison-Rouge d'Alexandre Dumas père.

## Synopsis
Au printemps 1789, le comte Henri de Verlaine, surnommé « le chevalier à la rose rouge », aime assez les femmes pour se désintéresser complètement des événements qui s'annoncent et de la politique. Jeune et insouciant, il courtise aussi bien les femmes mariées de la noblesse que les femmes du peuple. Alors qu'il est en galante compagnie avec la marquise Lalume, il assiste sans gloire à l'attaque de brigands, menés par leur chef « le Marseillais », qui viennent voler du grain dans sa grange pour le donner aux pauvres. Surpris par des soldats, ils s'enfuient avec leur butin.
Sur le retour, Henri s'arrête à l'auberge du Coq d'Or, où il fait la connaissance de Maria, une servante. Tombant sous son charme, il la courtise mais se fait éconduire et ridiculiser. En rentrant dans son château, il a la surprise de découvrir dans son boudoir secret son ami le docteur Durand en train de soigner le Marseillais, grièvement blessé. Par amitié pour le docteur, il accepte de cacher le bandit, mais celui-ci meurt.
Henri, qui est l'amant d'Antoinette La Flèche, la femme du lieutenant de police, obtient de nombreuses informations sur les actions des forces de police grâce à cette relation. Il se rend compte que Maria est fascinée par le Marseillais et lui laisse croire que c'est lui : elle lui tombe dans les bras. Aussi aide-t-il Paul, le bras droit du Marseillais, à cacher sa mort aux autres bandits en prenant sa place pour la maintenir dans cette illusion. Ceci est possible car ils sont de même corpulence et le Marseillais, toujours masqué, n'est connu que de Paul. La capture et la pendaison de son ami le docteur pousse le jeune comte à s'impliquer réellement dans la bande et à agir contre sa caste et contre les violences de La Flèche et de sa troupe. L'ancien poltron prend pour cela des cours d'escrime, et ses demandes surprenantes laissent son maître d'armes pantois.
Apprenant par Antoinette que son mari et le comte d'Artois doivent partir remettre au roi une liste de personnalités mêlées à l'agitation prérévolutionnaire, il parvient à la subtiliser et la liste que La Flèche remet à Louis XVI ne comporte... que leurs propres noms. Mais ce faisant, il met indirectement en cause Antoinette, qui était la seule à connaître cette liste. Elle nie auprès de d'Artois, mais celui-ci la manipule en lui faisant comprendre que son amant la trompe. Il sait qu'elle le suivra jusqu'à sa rivale, et il n'a plus qu'à la suivre elle-même.
Maria est aussitôt arrêtée, torturée et utilisée comme appât pour un guet-apens tendu à la bande du Marseillais. Pour éviter un bain de sang, Henri va se livrer à La Flèche, qui l'accueille d'un éclat de rire. Mais les brigands attaquent la prison malgré l'ordre du Marseillais et La Flèche part donner des ordres en laissant Henri et Maria dans la cellule ouverte...

## Fiche technique
Sauf indication contraire, les informations mentionnées dans cette section peuvent être confirmées par la base de données cinématographiques IMDb,  présente dans la section « Liens externes ».
- Titre original : Rose rosse per Angelica
- Titre français : Le Chevalier à la rose rouge
- Titre espagnol : El aventurero de la rosa roja
- Réalisation : Steno
- Assistant-réalisateur : Michel Fugain (selon le générique), Mariano Laurenti (non crédité)
- Scénario : Steno, Leo Cevenini, Marcello Ciorciolini, Antonio Cuevas, Roberto Gianviti, Natividad Zaro ; d'après le roman Le Chevalier de Maison-Rouge (1846) d'Alexandre Dumas père[1]
- Décors : Ivo Battelli, Antonio Cortés
- Costumes : Maria Baroni, Flora Bonocore
- Photographie : Mario Capriotti
- Son : Franco Groppioni[2]
- Montage : Giuliana Attenni
- Musique : Angelo Francesco Lavagnino
- Production : Leo Cevenini, Vittorio Martino, Natividad Zaro, Italo Zingarelli
- Société(s) de production : Bercol Films, Cineurop, Flora Film, Llama Films, West Film
- Société(s) de distribution : Société Cinématographique Lyre (France)
- Pays de production :  Italie,  France,  Espagne
- Langue originale : italien
- Format : couleur (Eastmancolor) — 35 mm — 1.66,1 — son Mono
- Genre : aventure
- Durée : 110 minutes
- Dates de sortie :
  - Italie : 9 février 1966
  - France : 20 mai 1966
  - Espagne : 25 octobre 1968
- Numéro de visa : 30868 (France)[3]
- Affiche : Jean Mascii (France)

## Distribution
- Jacques Perrin (VF : Lui-même) : le chevalier Henri de Verlaine
- Raffaella Carrà (VF : Nathalie Nerval) : Angélique (Maria dans la version française)
- Carlos Estrada (VF : Jean-Claude Michel) : le baron François La Flèche
- Michèle Girardon (VF : Jacqueline Porel) : Antoinette La Flèche
- Cris Huerta (VF : Georges Aminel) : Paul
- Jacques Castelot : le comte d'Artois
- Marta Padovan : Louise
- Giulio Bosetti : le Marseillais
- Mario Feliciani (VF : Jean Marchat) : Dr. Durand
- Enrique Navarro : Marquis Lalume
- Saturno Cerra : Grandet
- Sandro Moretti : Rambouillet
- José María Caffarel (VF : Jean Marchat) : Louis XVI
- Ángel Álvarez
- José Riesgo
- Renato Chiantoni : le directeur de prison
- Armando Furlai (VF : Bernard Musson) : Bernard, le domestique
- Enzo Musumeci Greco

## Éditions vidéo
Le film sort en DVD en août 2010 aux éditions L.C.J.